# USS LST-985
O USS LST-985 foi um navio de guerra norte-americano da classe LST que operou durante a Segunda Guerra Mundial.